# 黃馨慧
黃馨慧（1956年11月27日—），中華民國臺中市政治人物，現任市議員（第四選舉區，代表中國國民黨）。
1998年第一次參選台中市議員即成功當選（第14屆），並連任二次（第15屆、第16屆）。2010年12月25日，台中縣市合併升格，再當選改制後第1屆市議員，並連任至今。
2023年1月11日，出任台中市議會中國國民黨團書記長。

## 爭議

### 服務處為違建
2024年9月，黃馨慧與立委廖偉翔的聯合服務處剛成立就被檢舉是違建。台中市都市發展局認定為違章建築無誤，將列管排拆。廖偉翔在隔日拆除招牌，著手搬遷。

## 選舉紀錄
| 年度 | 選舉屆數               | 選舉區           | 所屬政黨   | 得票數 | 得票率 | 當選標記 | 備註     |
| ---- | ---------------------- | ---------------- | ---------- | ------ | ------ | -------- | -------- |
| 1998 | 第十四屆臺中市議員選舉 | 臺中市第四選舉區 | 中國國民黨 | 2,786  | 5.15%  |          | 婦女保障 |
| 2002 | 第十五屆臺中市議員選舉 | 臺中市第四選舉區 | 中國國民黨 | 2,930  | 6.53%  |          |          |
| 2005 | 第十六屆臺中市議員選舉 | 臺中市第四選舉區 | 中國國民黨 | 9,781  | 12.30% |          |          |
| 2010 | 第一屆臺中市議員選舉   | 臺中市第六選舉區 | 中國國民黨 | 16,779 | 16.52% |          |          |
| 2014 | 第二屆臺中市議員選舉   | 臺中市第六選舉區 | 中國國民黨 | 17,712 | 16.30% |          |          |
| 2018 | 第三屆臺中市議員選舉   | 臺中市第六選舉區 | 中國國民黨 | 22,263 | 20.30% |          |          |
| 2020 | 第十屆立法委員選舉     | 臺中市第四選舉區 | 中國國民黨 | 96,460 | 40.95% |          |          |
| 2022 | 第四屆臺中市議員選舉   | 臺中市第六選舉區 | 中國國民黨 | 18,190 | 18.20% |          |          |

## 個人生活
胞妹黃喬鈴2012年2月6日遭酒駕者撞上而身亡。於台中市議會倡議「酒駕零容忍」、「反酒駕」，2012年5月支持市長胡志強提議酒駕「連坐法」，呼籲中央酒駕修法以「蓄意殺人」論處。
胞弟為前立法委員黃顯洲，兒子為第11屆立法委員廖偉翔。